# Hugh Willoughby
Hugh Willoughby (Risley, Derbyshire,? — un lugar del mar de Barents, 1554) fue un navegante inglés, uno de los primeros en emprender las rutas del ártico.

## Biografía
Se sabe muy poco de su vida, que Willoughby había luchado en la batalla de Campo Flodden contra Escocia y que en 1544 el rey Enrique VIII lo había nombrado caballero. En 1551, en Londres, participó junto con Sebastian Cabot y Richard Chancellor, en la fundación de la «Mystery and Company of Merchant Adventurers for the Discovery of Regions, Dominions, Islands, and Places unknown» («Misterio y Compañía de aventureros mercantes para el descubrimiento de regiones, dominios, islas y lugares desconocidos»). Esa compañía la dirigió Cabot, un ya anciano y experimentado marino que había navegado casi toda su vida para el reino de España, habiendo llegado a capitán general y dirigiendo un viaje fracasado a las Indias. Tras retirarse en 1547, y de nuevo en Inglaterra, el rey Eduardo VI le concedió una pensión vitalicia y le nombró gran piloto del reino.
La primera expedición de la compañía se le encomendó a Willoughby, más por sus dotes de liderazgo que por su corta experiencia como navegante, con el objetivo de abrir una nueva ruta comercial con la China, de hallar el Pasaje del Nordeste. La expedición constaba de tres barcos: el Bona Esperanza, bajo el mando de Willoughby; el Edward Bonaventure, al mando de Chancellor, que actuaba como segundo y como piloto jefe; y el Bona Confidentia, al mando de Cornelias Durfoorth. 
Los buques partieron de Londres el 10 de mayo de 1553 y un "terrible torbellino" («terrible whirlwinds») en el mar de Noruega, frente a las islas Lofoten, separó el barco de Chancellor. El 14 de septiembre de 1553 Willoughby logró alcanzar el Cabo Norte, cerca de la actual frontera entre Finlandia y Rusia, y puso rumbo este, internándose en el actual mar de Barents (en ese momento mar de Murmansk), en dirección a Nueva Zembla. Tras reconocer las costas del archipiélago, emprendieron el regreso a Escandinavia. Próximos a la boca del río Arzina, cerca de Múrmansk, los barcos quedaron atrapados en el hielo. Los barcos, y la tripulación, de unos 70 hombres, no estaban preparados para el duro invierno polar, y después de varios intentos fallidos para ayudar a sus hombres, todos murieron, probablemente por congelación o inhalación de anhidrido carbónico. Fueron encontrados por pescadores rusos un año después, apareciendo el diario del capitán Willoughby. 
Richard Chancellor, al mando del tercer barco, fue capaz de llegar al actual puerto de Arcángel en el mar Blanco y proseguir su camino por tierra a Moscú, hasta la corte de Iván el Terrible. Aunque la expedición fracasó en su intento de llegar a China, logró establecer una nueva ruta comercial con Moscú, que será el germen de la Muscovy Company (o Compañía de Moscú).